# Herb Halinowa
Herb Halinowa – jeden z symboli miasta Halinów i gminy Halinów w postaci herbu.

## Wygląd i symbolika
Herb Blazonowanie przedstawia w polu czerwonym dwie pręgi tworzące pas z lewa w skos – czarno-biała (czarno-srebrna) i żółta (złota). W prawym górnym rogu tarczy krzyż biały (srebrny), w lewym dolnym lemiesz (krój) biały (srebrny). 
Herb akcentuje przebieg dwóch ważnych traktów komunikacyjnych przez okolice miasta i będących przyczynkiem jej powstania i rozwoju: pas czarno-biały to linia kolejowa Warszawa–Terespol wybudowana w 1866 roku, pas złoty to Trakt Brzeski, czyli trasa Warszawa–Terespol. Oba trakty, w tym linia kolejowa, która ma przystanek w Halinowie, mają duże znaczenie dla życia gospodarczego miasta i jego okolic. 
Czerwień tarczy herbowej nawiązuje do herbu województwa mazowieckiego. 
Lemiesz mówi o rolniczych tradycjach gminy.
Krzyż przypomina o parafii w Długiej Kościelnej ustanowionej w 1445 roku (której tereny zajmowały znaczną powierzchnię obecnej gminy).